# Ametroides
Ametroides is een geslacht van rechtvleugeligen uit de familie Gryllacrididae. De wetenschappelijke naam van dit geslacht is voor het eerst geldig gepubliceerd in 1928 door Karny.

## Soorten
Het geslacht Ametroides omvat de volgende soorten:
- Ametroides brunni Griffini, 1912
- Ametroides denticulatus Ander, 1934
- Ametroides glauningi Griffini, 1911
- Ametroides innotatus Karny, 1928
- Ametroides ituriensis Karny, 1928
- Ametroides kibonotensis Sjöstedt, 1910
- Ametroides namaqua Karny, 1910
- Ametroides nigrifacies Sjöstedt, 1910
- Ametroides peringueyi Griffini, 1911
- Ametroides rosiphagus Griffini, 1911
- Ametroides signatus Ander, 1938
- Ametroides uvarovi Karny, 1935
- Ametroides zanzibaricus Sjöstedt, 1910